# Liolaemus chlorostictus
Espèce
Synonymes
- Liolaemus orientalis chlorostictus Laurent, 1993

Statut de conservation UICN

 LC  : Préoccupation mineure
Liolaemus chlorostictus est une espèce de sauriens de la famille des Liolaemidae.

## Répartition et habitat
Cette espèce est présente en Bolivie et dans la province de Jujuy en Argentine. Elle vit dans la puna.

## Description
C'est un saurien vivipare.

## Publication originale
- Laurent, 1992 "1991" : On some new and little known species of Liolaemus Iguanidae from Jujuy Province Argentina. Acta Zoologica Lilloana, vol. 40, no 2, p. 91-108.